# Daïra de Zeboudja
La daïra de Zeboudja est une daïra d'Algérie située dans la wilaya de Chlef et dont le chef-lieu est la ville éponyme de Zeboudja.

## Localisation
La daïra de Zeboudja est située au Nord-Ouest de la wilaya de Chlef.

## Communes de la daïra
La daïra de Zeboudja est composée de trois communes : Zeboudja, Bénairia et Bouzeghaia